# Vatikanmuseerna

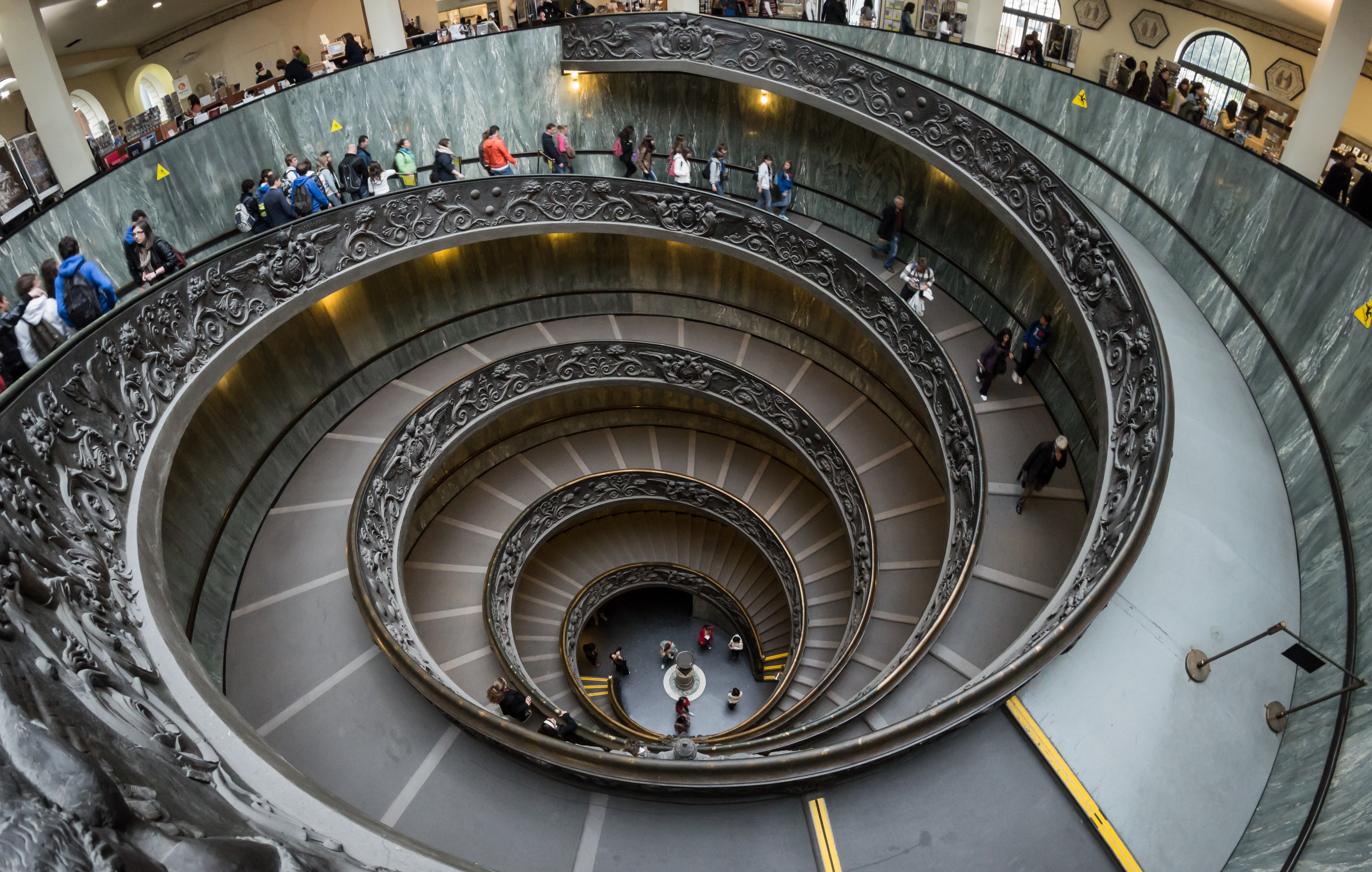
Spriraltrappa i ett av museerna i Vatikanen.

Vatikanmuseerna (italienska: Musei Vaticani) är ett museikomplex i Vatikanstaten. Vatikanmuseerna hyser en omfattande samling målningar, skulpturer och gobelänger. Även Sixtinska kapellet och rummen Stanze di Raffaello är en del av museikomplexet.

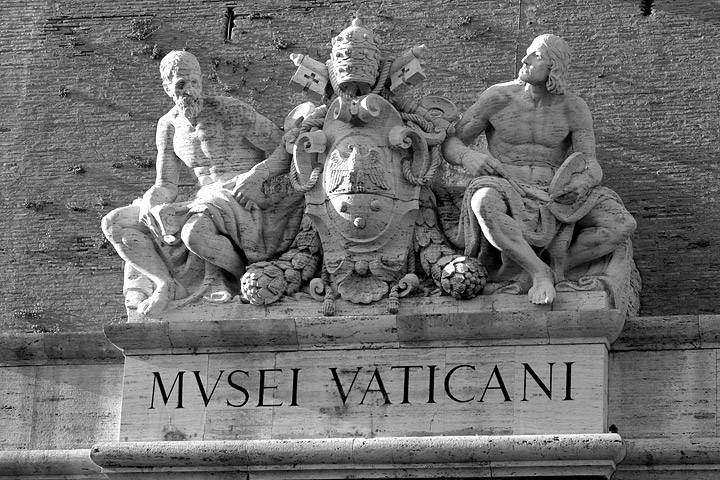
Vatikanmuseerna, detalj av en av utgångarna (tidigare entré).

## Avdelningar
- Museo Gregoriano Egizio
- Museo Gregoriano Etrusco
- Musei di Antichità Classiche
- Museo Pio Cristiano (med Lapidari Cristiano e Ebraico)
- Pinacoteca Vaticana
- Galleria degli Arazzi
- Keramikmuseet (800- till 1200-talet)
- De mindre mosaikerna
- Modern och religiös konst
- Museo Missionario-Etnologico
- Museo Sacro (bibliotek)
- Museo Profano
- Museo Storico Vaticano

## Konstverk i Vatikanmuseerna
- ett flertal målningar av Caravaggio
- Leonardo da Vincis Hieronymus
- målningar av Fra Angelico, Giotto, Nicolas Poussin och Tizian
- Laokoongruppen
- romersk skulptur, gravstenar och inskriptioner